# Plan-de-Cuques
Plan-de-Cuques – miejscowość i gmina we Francji, w regionie Prowansja-Alpy-Lazurowe Wybrzeże, w departamencie Delta Rodanu.
Według danych na rok 1990 gminę zamieszkiwało 9847 osób, a gęstość zaludnienia wynosiła 1156 osób/km² (wśród 963 gmin regionu Prowansja-Alpy-W. Lazurowe Plan-de-Cuques plasuje się na 71. miejscu pod względem liczby ludności, natomiast pod względem powierzchni na miejscu 735.).